# گل‌بهی (بوکان)
گل‌بهی، روستایی از توابع بخش مرکزی شهرستان بوکان در استان آذربایجان غربی ایران است.
فاصله این روستا از شهر کمتر از ۴ کیلومتر می‌باشد و در شرق شهرستان بوکان واقع است.

## جمعیت
این روستا در دهستان بهی فیض‌الله بیگی قرار دارد و براساس سرشماری مرکز آمار ایران در سال ۱۳۹۵، جمعیت آن ۱۳۳۶ نفر (۳۷۶ خانوار) بوده‌است.